# Luigi Meriggi
Luigi Meriggi (Stradella, 29 giugno 1937 – 9 giugno 2003) è stato un politico italiano.

## Biografia
Esponente del Partito Comunista Italiano, nel 1975 viene eletto consigliere regionale in Lombardia nel collegio di Pavia, restando in carica fino al 1980. Sempre per il PCI viene eletto senatore alle elezioni politiche del 1983 e poi riconferma il proprio seggio a Palazzo Madama anche dopo quelle del 1987.
Dopo lo scioglimento del PCI nel 1991 aderisce a Rifondazione Comunista, nelle cui liste viene rieletto al Senato della Repubblica nel 1992. Termina il proprio mandato nel 1994.
Deceduto nel 2003, un anno più tardi fu pubblicato un suo romanzo postumo di fantascienza, intitolato Recoaro dramin', edito da Perseo libri

## Opere
- Recoaro dramin', 2004, Perseo libri